# Petrophila bifascialis
Petrophila bifascialis là một loài bướm đêm trong họ Crambidae.